# Ренді Гарднер (рекордсмен)
Ренді Гарднер (нар. 19 жовтня 1946), 1964 року у віці 17 років, бувши учнем середньої школи в Сан-Дієго, штат Каліфорнія, встановив рекорд з того, як довго людина не спала. Гарднер не спав 11 діб і 25 хв (264,4 год), побивши попередній рекорд безсоння тривалістю 260 годин, встановлений ді-джеєм Томом Раундсом у Гонолулу.
Рекорд встановлено під керівництвом дослідника процесу сновидіння зі Стенфордського університету доктора Вільяма К. Демента. Здоров'я рекордсмена відстежував підполковник (Lt.Cmdr.) Джон Дж. Росс. Цей експеримент через тривале позбавлення людини сну і докладне медичне документування набув популярності в спільноті відповідних дослідників.

## Вплив на здоров'я
Часто стверджують, що експеримент Гарднера демонструє, що тривале позбавлення сну має досить незначний ефект, схожий до зміни настрою, який можна пов'язати зі втомою. Ця теза походить також і від заяви Демента, що на десятий день експерименту Гарднер був здатним, крім усього іншого, обіграти його в пінбол.
Однак Джон Росс, який контролював стан здоров'я Гарднера, повідомив про серйозну зміну розумових здібностей і поведінки в період позбавлення сну, що включає пригніченість, проблеми з концентрацією і короткостроковою пам'яттю, параною і галюцинації. На четвертий день Гарднер уявляв себе Полем Луї, учасником щорічного матчу з американського футболу Rose Bowl, і сплутав вуличний знак з людиною. В останній день, коли його попросили послідовно віднімати 7 від заданого числа, починаючи зі 100, він зупинився на 65. Коли його запитали, чому він зупинив рахунок, він заявив, що забув, що зараз робить.
Цього ж дня Гарднер був присутній на прес-конференції, де він говорив розбірливо і без зупинок, і, загалом, виглядав чудово. «Я хотів довести, що нічого поганого не трапиться, якщо ви не будете спати», — каже Гарднер. «Я думав, що я зможу побити цей рекорд і не думаю, щоб це було неприємно».